# Songs for Young Lovers
Songs for Young Lovers è un album del crooner statunitense Frank Sinatra, pubblicato nel 1954 dalla Capitol Records.

## Il disco
Nell'album di debutto per la Capitol, Sinatra infonde alle canzoni un'atmosfera mite, rassicurante e romantica. Il disco fu arrangiato da Nelson Riddle e George Siravo per una piccola orchestra da camera, con quattro archi, due ance e una celesta.
La copertina accredita solo Riddle come arrangiatore, ma in realtà il disco è basato quasi interamente su successi di Siravo già interpretati da Sinatra nei suoi concerti all'inizio degli anni cinquanta.
Viene comunemente considerato il disco di passaggio dal Sinatra idolo delle adolescenti al Sinatra più maturo e riflessivo. Da notare i diritti di composizione, che includono compositori del calibro di George Gershwin, Cole Porter, Rodgers e Hart.
La versione originale presenta un album a 10 pollici di 8 brani. Nel 1960 venne riproposto con l'aggiunta di altre quattro tracce. L'attuale versione su CD si trova insieme all'album Swing Easy!.
L'album raggiunse la terza posizione nella classifica Billboard 200.

## Tracce
1. The Girl Next Door – 2:38 (Blane, Martin)
2. They Can't Take That Away from Me – 1:58 (Gershwin, Gershwin)
3. Violets for Your Furs – 3:05 (Adair, Dennis)
4. Little Girl Blue – 2:54 (Hart, Rodgers)
5. Like Someone in Love – 3:10 (Van Heusen, Burke)
6. A Foggy Day – 2:39 (Gershwin, Gershwin)
7. I Get a Kick Out of You – 2:55 (Porter)
8. My Funny Valentine – 2:31 (Hart, Rodgers)

Durata totale: 21:50

## Formazione
- Frank Sinatra - voce;
- Nelson Riddle - arrangiamenti;
- George Siravo - arrangiamenti.